# كيث شيبرد (لاعب كرة قاعدة)
كيث شيبرد (بالإنجليزية: Keith Shepherd) هو لاعب كرة قاعدة أمريكي، ولد في 21 يناير 1968 في واباش في الولايات المتحدة.

## وصلات خارجية
- كيث شيبرد على موقعبيزبول رفرنس.كوم (الدوري الرئيسي) (الإنجليزية)
- كيث شيبرد على موقعبيزبول رفرنس.كوم (الدوري الثانوي) (الإنجليزية)
- كيث شيبرد على موقع مشجعي الرسوم البيانية (الإنجليزية)